# CBS-Katalysatoren

Corey-Bakshi-Shibata-Katalysator

CBS-Katalysatoren oder Corey-Bakshi-Shibata-Katalysatoren sind chirale Katalysatoren und Derivate der natürlichen Aminosäure (S)-Prolin. Benannt wurde er nach den Chemikern E. J. Corey, S. Shibata und R. K. Bakshi, die ihn entwickelt haben. 
CBS-Katalysatoren sind chirale Moleküle, die bewirken, dass bestimmte chemische Reaktionen enantioselektiv ablaufen. Dies gelingt dadurch, dass im Übergangszustand eines der beiden möglichen Enantiomeren aufgrund geringerer sterische Spannung bevorzugt gebildet wird.
CBS-Katalysatoren werden in der CBS-Reduktion, der Diels-Alder-Reaktion und der [3+2]-Cycloaddition als chirales Auxiliar benutzt.

## Chemische Struktur
Das CBS-Reagenz ist ein Boronsäureesteramid eines Prolin-Derivates, aus dem die chirale Information stammt. Durch die beiden Phenyl-Reste in der Seitenkette des asymmetrisch substituierten Kohlenstoffatoms wird die Struktur versteift und eine Verringerung der Rotationsfreiheitsgrade bewirkt.

## Darstellung
Die Darstellung erfolgt aus der enantiomerenreinen Aminosäure (S)-Prolin oder einem Prolinderivat. Zunächst wird die Aminogruppe des Prolins mit einer Benzyloxycarbonyl-Schutzgruppe (Cbz-, Z-Schutzgruppe) versehen. Dann wird die Carbonsäure zum Methylester umgesetzt. Eine Grignard-Reaktion mit Phenylmagnesiumchlorid führt dann zum tertiären Alkohol. Die Abspaltung der Schutzgruppe und anschließende Umsetzung mit Methylboronsäure führt schließlich zum CBS-Reagenz.